# 9K114風暴反坦克導彈
9K114「風暴」（“Shturm”的意思是德語中的风暴、突擊；以下簡稱為「風暴」）是一款由前苏联設計局科洛姆納機械設計局所研製和生產的瞄准线半自动指令无线电制導式反坦克导弹系統，9K114是俄罗斯国防部火箭炮兵装备总局（GRAU）的代號；而北約代號為AT-6「螺旋」（英語：AT-6 Spiral）。其導彈本身被稱為9M114「繭」 （德語：Kokon）。

## 歷史及研發
1967年，以負責研製3M6「熊蜂」（北約代號：AT-1「笛鯛」）與9M14「嬰兒」（北約代號：AT-3「火泥箱」）而聞名的科洛姆納機械設計局研發了名為9M114「繭」的反坦克导弹。始於當年的導彈研製工作，主要的希望在於成為米-24「雌鹿」攻击直升机所使用的導彈。然而，延誤迫使設計升級的方陣系統（9M17「長笛」，北約代號：AT-2「電蚊拍」）使用瞄准线半自动指令無線電制導作為權宜之計。1974年，該導彈的測試完成，並於1976年投入使用；該導彈在西方陣營方面並無直接的對應武器，儘管在用途上最接近的是AGM-114「地獄火」，而在導彈的制導方式則是MGM-18「曲棍球」。
北約最初賦予它的代號是AS-8，之後被重新編號為AT-6。

## 典型的發射器規格
「風暴」可以部署在各種平台上，包括米-24V「雌鹿-E」和1979年以後的基於MT-LB装甲输送车的9P149「風暴-S」驅逐戰車。除此以外還有一款該導彈的艦載版本，發射器以上裝有六枚導彈。
「風暴」是由玻璃钢強化塑料管運輸和發射。它使用「聯盟」NPO固體燃料火箭发动机，並具有一台小型助推器從其管內發射導彈。
「風暴」採用了瞄准线半自动指令與无线电指令鏈路。無線電指令鏈路的使用可讓導彈以要比導線制導更快更遠地行進。其無線電鏈路是甚高頻（VHF）系統，具有五個頻帶和兩個編碼，以最大限度地減少干擾的風險。該系統包括具有內置式激光測距儀的KPS-53AV 8倍日光直視瞄準鏡。導彈發射以後，射手必須將瞄準器的十字準線保持在目標上，直到它受到撞擊為此。適當的轉向指令亦會通過無線電鏈路傳送給導彈。
「風暴」會飛越砲射手的瞄準鏡以上的目標。隨著激光測距儀確定了與目標之間的距離，導彈在撞擊目標之前下降到目標以上。這主要的目的是為了清除障礙物，而非實現攻頂效果（瞄准线半自动指令系統不允許這功能），而這攻擊模式亦可關閉。利用這系統，該導彈亦有攻擊低空飛行和速度較慢的直升機的可能；然而，由於導彈只裝有碰炸引信，所以需要直接命中。
據蘇聯的消息來源報告，在蘇聯入侵阿富汗期間，「風暴」的擊殺率達到75—85％。另外在1995年末，在瑞典舉行的米爾示範當中，使用Mi-28A發射的「風暴」和9M120「衝鋒」（北約代號：AT-9「螺旋-2」）導彈，也顯示出良好的結果：從一架懸停的直升機上發射時，「風暴」可命中900公尺（984.25码，2,952.76英尺，0.56英里）以外的目標；而從以200公里／小時的高空飛行中的直升機上發射時，「衝鋒」可命中4,700公尺（5,139.98码，15,419.95英尺，2.92英里）以外的目標。兩枚導彈都在瞄準點1公尺內通過。但是，在這次示範期間，導彈彈頭多次因為生產缺陷而無法引爆，這也是一件令人擔憂的事實。
「風暴」的早期型號可能存在問題；直到1994年，蘇聯的導彈庫存才被重建為9M114M1（AT-6B）和M2（C）標準。
2014年6月30日，俄羅斯陸軍採用現代化的自走式反坦克導彈系統，原9M114「風暴-S」都被轉換為「風暴-SM」，該系統具有電視和熱成像頻道的瞄準具，以及一枚具有高爆破片彈頭和近炸引信的新型導彈。
1992年的導彈出口價格為$50,000。

## 型號
- 9M114「風暴」（AT-6「螺旋」）：1976年投入服役。貫穿560—600毫米的軋壓均質裝甲，射程5,000公尺（5,468.07码，16,404.20英尺，3.11英里）。
  - 9M114「風暴」 （AT-6A「螺旋」）：1980年代推出的第二代生產版本。瞄准线半自动指令導彈。
    - 9M114M「風暴-M」：高爆反坦克彈彈頭。
    - 9M114F「風暴-F」：燃料空氣炸彈彈頭。

  - 9M114M1「風暴-M1」（AT-6B「螺旋」）：第三代生產版本。瞄准线半自动指令導彈，更重型的7.4千克（16.31磅）彈頭，貫穿600—650毫米軋壓均質裝甲，射程遠達6,000公尺（6,561.68码，19,685.04英尺，3.73英里）。[2]
  - 9M114M2「風暴-M2」（AT-6C「螺旋」）：瞄准线半自动指令導彈，貫穿560—700毫米軋壓均質裝甲，進一步地將射程延長至7,000公尺（7,655.29码，22,965.88英尺，4.35英里）。[2]
- 9M120「風暴-VM」（AT-9「螺旋-2」）：改進型，另見9M120「衝鋒」。

## 使用國

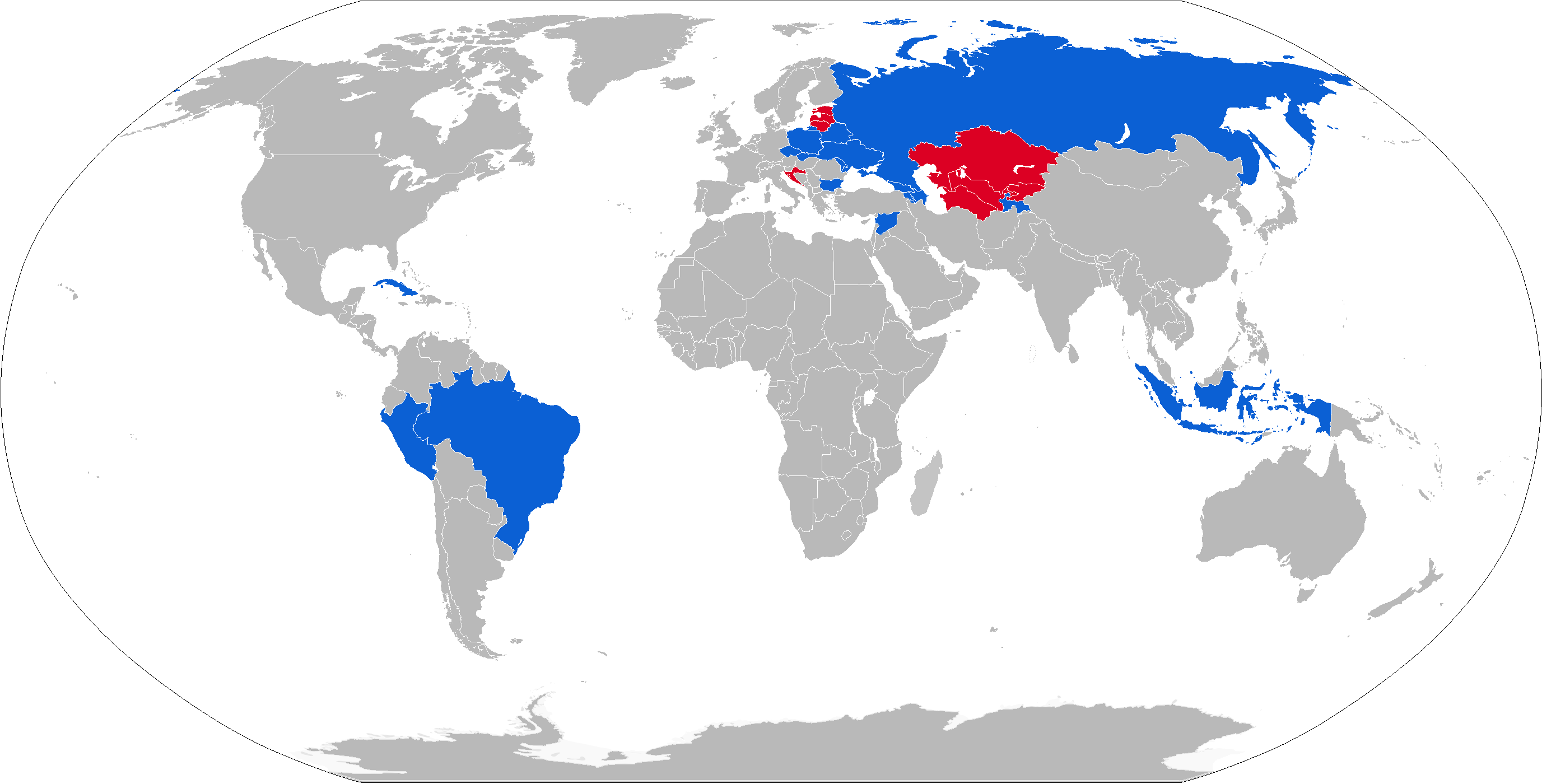
藍色為9M114「風暴」的使用國，而紅色則是前使用國。

### 現在的使用國
- 阿尔及利亚[2]
- 巴西
- 亞美尼亞[7]
- 白俄羅斯
- 保加利亚
- 捷克
- 古巴
- 印度尼西亞：安裝在米-35P「雌鹿-E」攻击直升机以上
- 印度
- 摩尔多瓦：安裝在米-17V5「河馬-H」运输直升机以上
- 秘魯
- 俄羅斯
- 斯洛伐克
- 叙利亚
- 乌克兰：在顿巴斯战争中，分離主義勢力與乌克兰陆军交戰的記錄當中有記載使用過這款武器。[8]

### 過去的使用國
- ：過去的使用國。[9]
- 捷克斯洛伐克：過去的使用國。
- 东德：過去的使用國，安裝在米-24P「雌鹿-F」攻击直升机以上。
- 波蘭：狀態不明。[10]
- 苏联

## 圖集

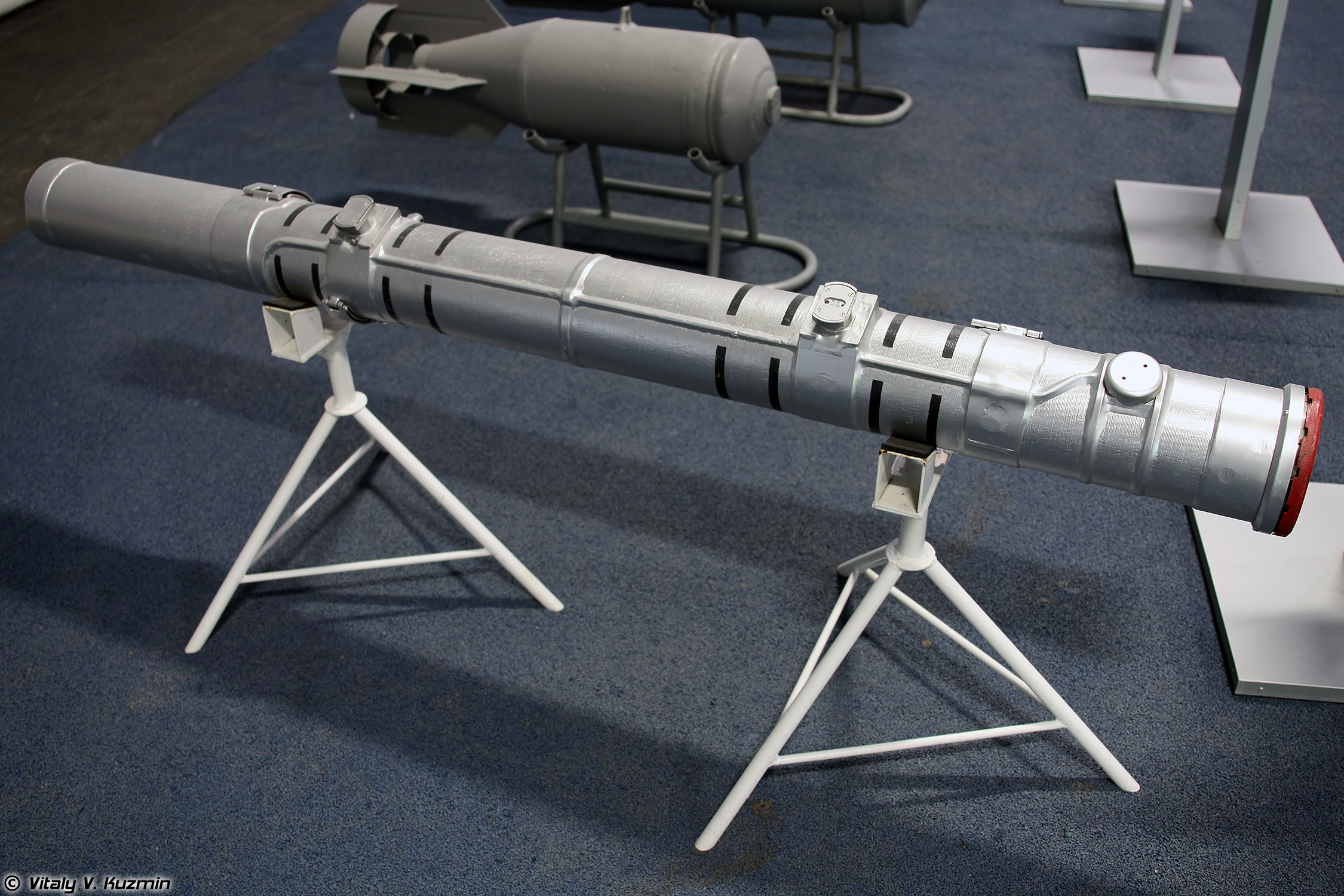
9M114「繭」反坦克導彈
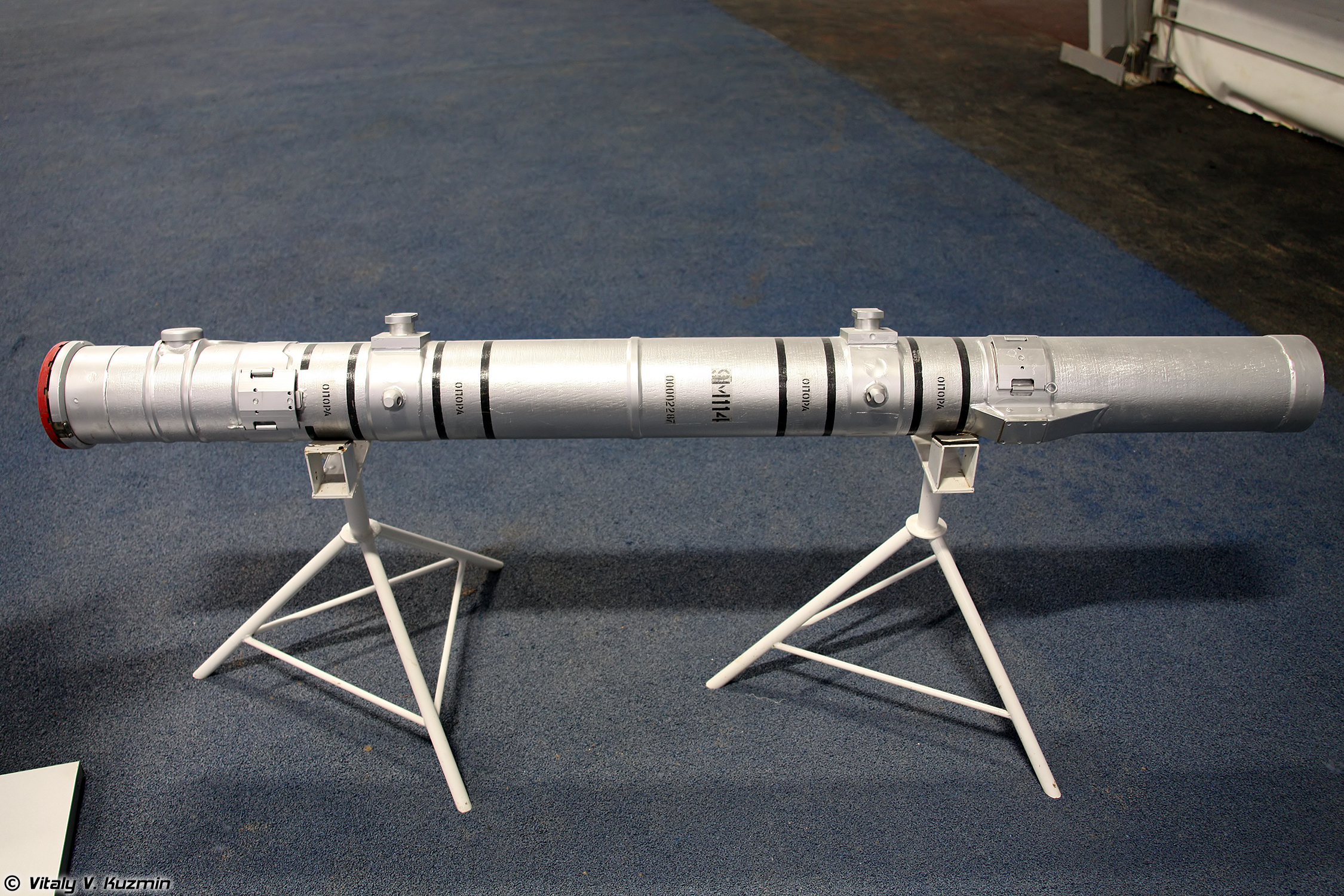
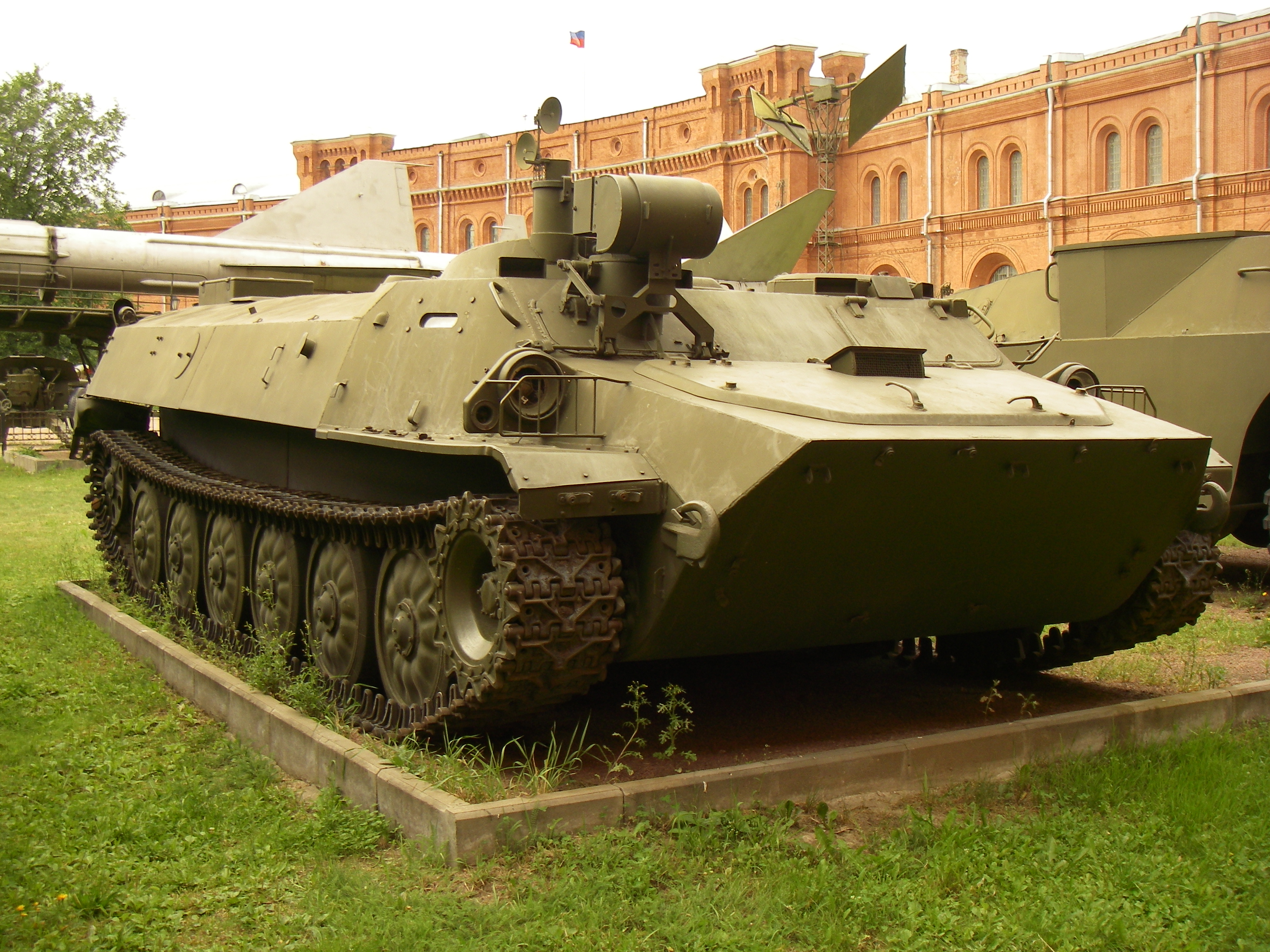
聖彼得堡砲兵、工程師和信號兵團博物館內展出的9P149「風暴-S」驅逐戰車。
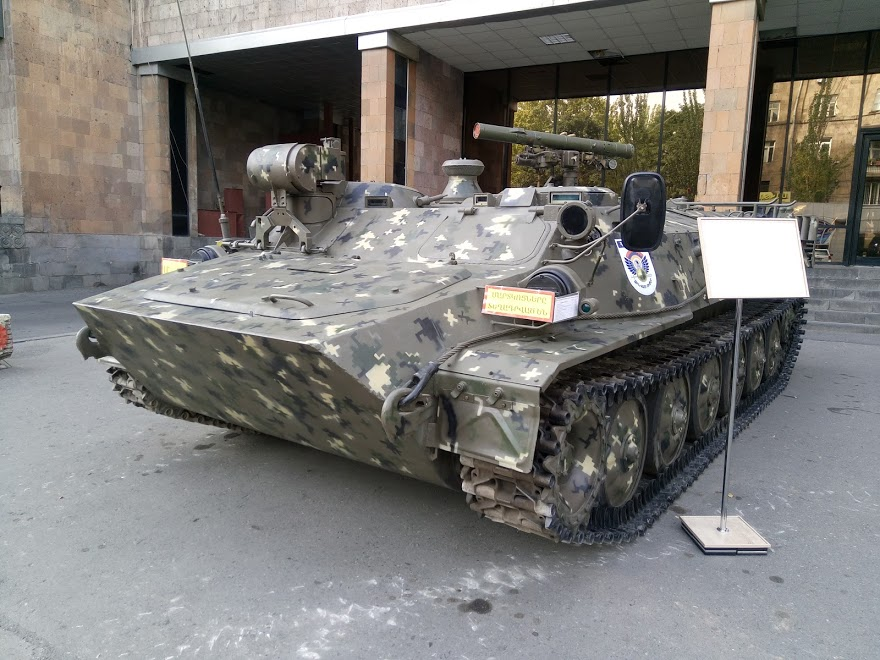
亞美尼亞武裝力量所屬的MT-LB装甲输送车與搭載的「風暴-S」
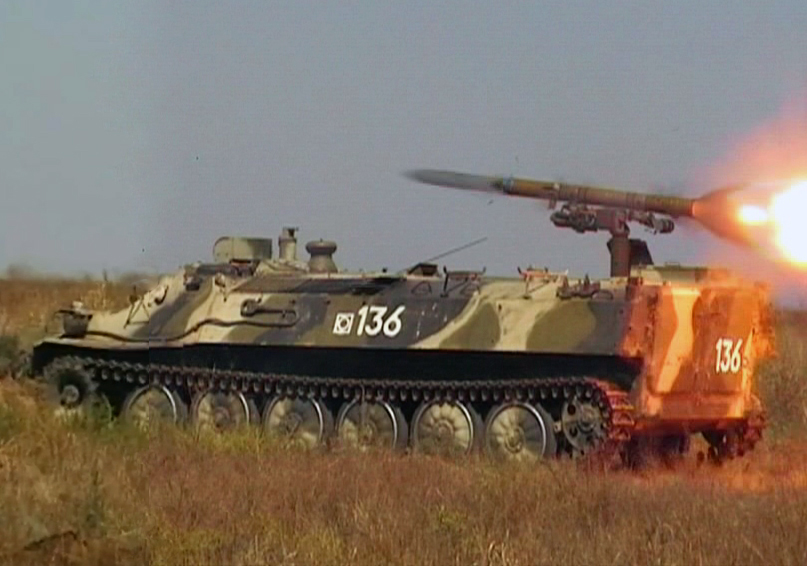
裝上了9M114「繭」反坦克導彈的9P149「風暴-S」的驅逐戰車發射導彈的一刻。
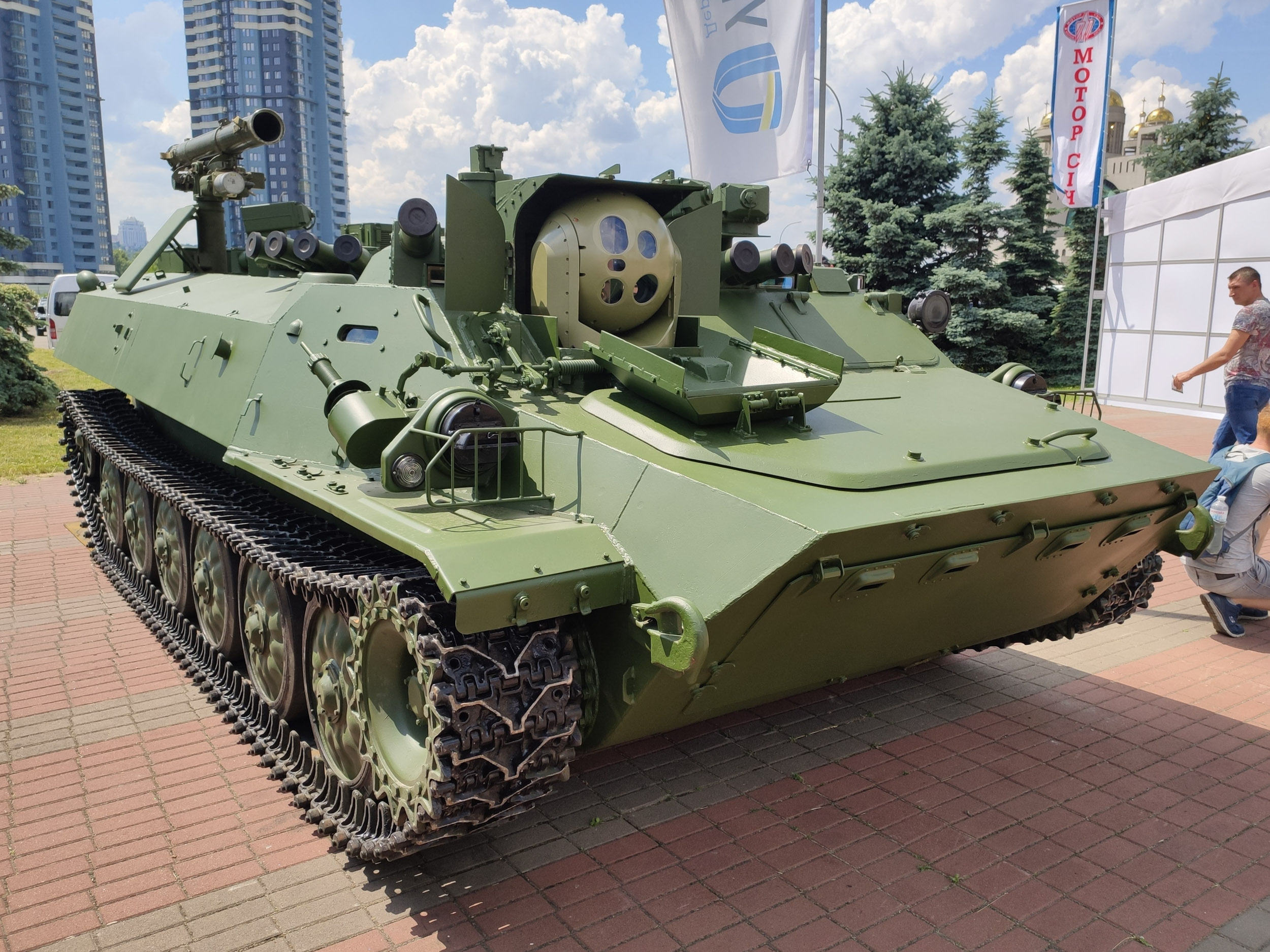
在2021年烏克蘭基輔「Zbroya ta Bezpeka」軍事博覽會上展出的Barrier-S

## 資料來源
1. ↑  .   [2006-06-30]. （原始内容存档于2006-10-17）. [來源可靠？]
2. 1 2 3 4 5  9K114 Shturm （页面存档备份，存于） - Weaponsystems.net
3. ↑  （俄文） Artillery （页面存档备份，存于）
4. ↑  Parsch, Andreas; Aleksey V. Martynov. . Designation-Systems.net. 2008  [2014-09-14]. （原始内容存档于2016-01-04）.
5. ↑  .   [14 November 2014]. （原始内容存档于2008-07-23）.
6. ↑  .   [14 November 2014]. （原始内容存档于2017-10-18）.
7. ↑  Old missiles not so old after all[永久]—RT电视台，2011年10月12日。[]
8. ↑  Raising Red Flags: An Examination of Arms & Munitions in the Ongoing ... - N.R. Jenzen-Jones, Jonathan Ferguson - Google Books
9. ↑  . YouTube.   [14 November 2014]. （原始内容存档于2016-05-05）.
10. ↑  .   [2018-02-07]. （原始内容存档于2017-06-18）.

- Hull, A.W., Markov, D.R., Zaloga, S.J. (1999). Soviet/Russian Armor and Artillery Design Practices 1945 to Present. Darlington Productions. ISBN 978-1-892848-01-7.
- Article "Fire in the Hills", AirEnthusiast magazine, Volume 104, March 2003
- （英文）—Shturm（页面存档备份，存于）
- （英文）—Army Technology[來源可靠？]
- （俄文）—9K113 ШТУРМ-В（页面存档备份，存于）

## 外部連結
- （英文）—AT - 6 SPIRAL Anti-Tank Guided Missile（页面存档备份，存于）
- （英文）—Weaponsystems.net—9K114 Shturm（页面存档备份，存于）